# Tizneros
Tizneros es una localidad española del municipio de Espirdo, en la provincia de Segovia, comunidad autónoma  de Castilla y León. Se encuentra a siete km de la capital segoviana y en 2023 contaba con 420 habitantes. Fue un municipio independiente hasta al menos 1842.
Pertenece a la comarca del Alfoz de Segovia y a su vez a la subcomarca de los Valles del Pirón y Polendos y El Llano.

## Toponimia
El nombre tiene su origen en el verbo tiznar o manchar con tizones por su relación con la antigua carbonera del territorio desde la época de la Edad Media.

## Geografía

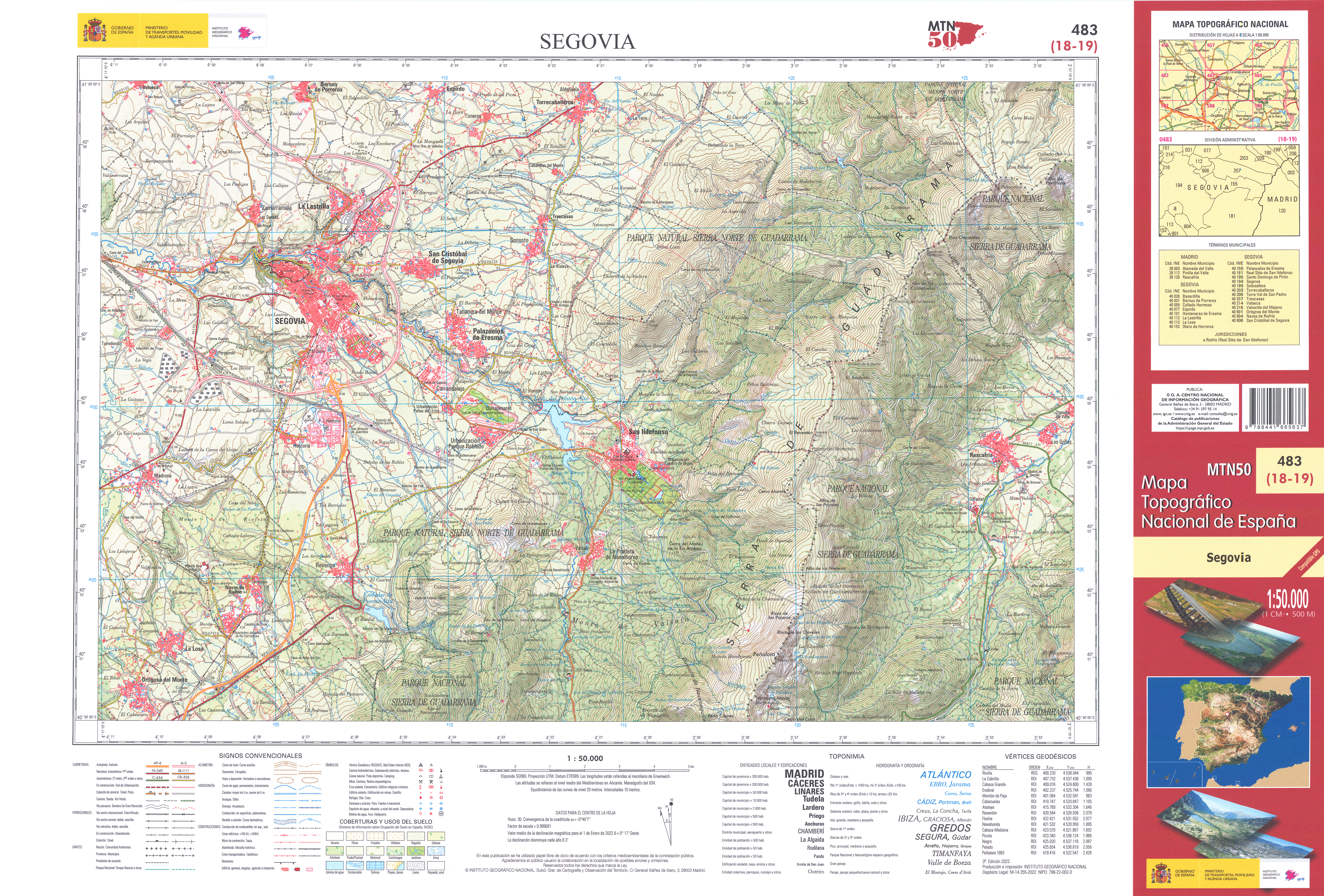
Fragmento de la hoja 483 del Mapa Topográfico Nacional de España de 2022 en el que se representa la localidad de Tizneros

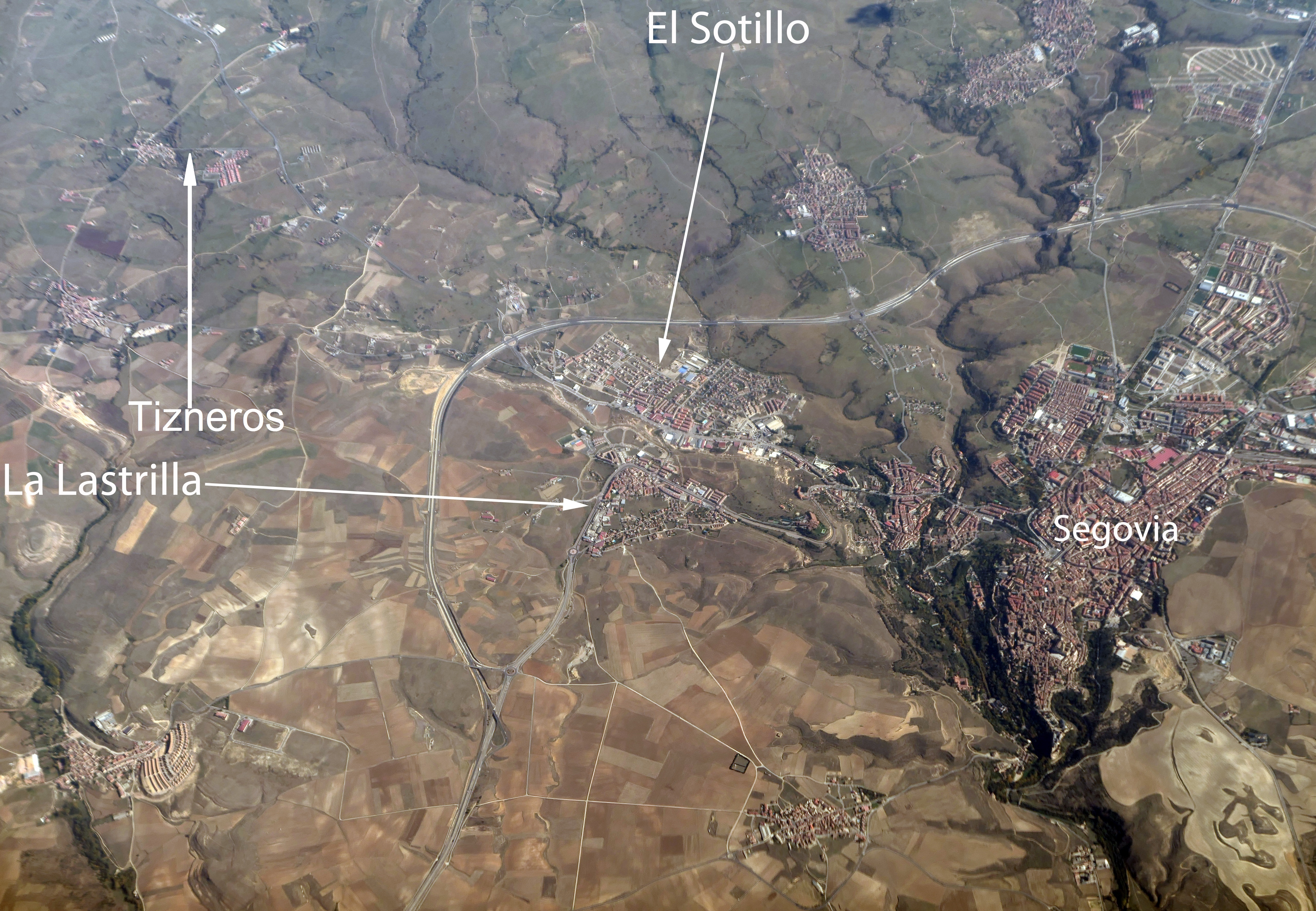
Vista aérea de la zona en la que se ubica Tizneros

Ubicada su zona urbanizada junto al río Ciguiñuela, limita al norte con Espirdo y Basardilla, al sur con Trescasas, al este con Cabanillas del Monte y Torrecaballeros y al oeste con Espirdo. Existe también la urbanización Bellavista entre el núcleo y la carretera N-110.

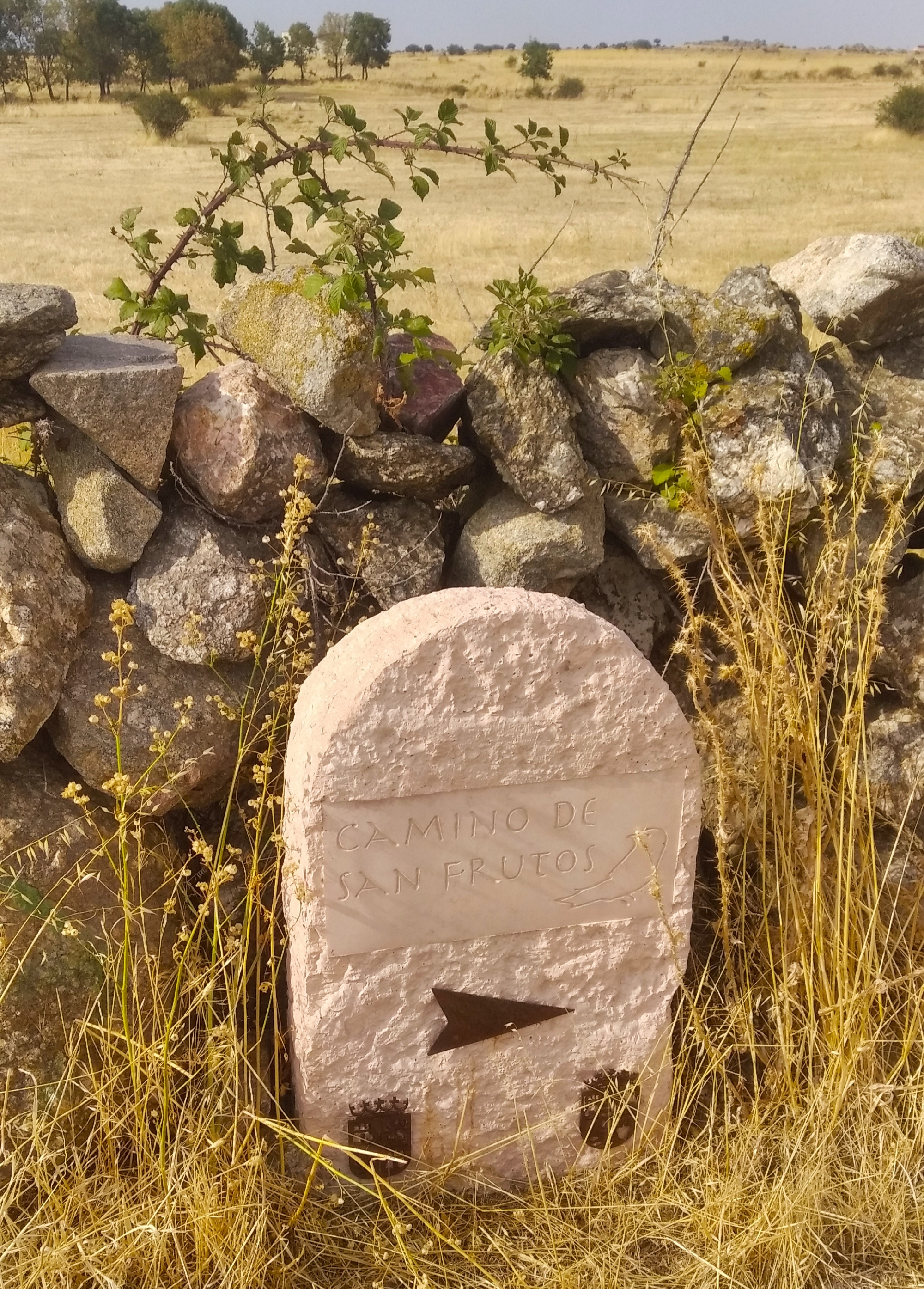
Mojón del camino de San frutos a su paso por Tizneros

En la localidad finaliza la primera etapa del itinerario principal el Camino de San Frutos y comienza la segunda.
| Noroeste: Espirdo               | Norte: Espirdo, La Higuera | Noreste: Torrecaballeros                    |
| Oeste: Espirdo                  |                            | Este: Cabanillas del Monte, Torrecaballeros |
| Suroeste: Espirdo, La Lastrilla | Sur: Trescasas             | Sureste: Cabanillas del Monte               |

Actualmente es junto a La Higuera y el casco original de Espirdo uno de los tres núcleos de población que conforman el municipio.

## Historia
Fue fundado o repoblado durante la Reconquista a expensas de la Comunidad de Ciudad y Tierra de Segovia, quedando encuadrado desde entonces dentro de su Sexmo de San Lorenzo al que pertenece desde entonces.
Según el Censo de la Sal de 1631, contaba con 12 vecinos, es decir, unidades familiares.
Fue un municipio independiente con ayuntamiento propio hasta al menos 1842, pasando después a formar parte de Espirdo.
En 1940 figura como pedanía de Espirdo, con 28 viviendas y otras 25 edificaciones que aglutinaban 304 habitantes de derecho; 236 de hecho.
En 2006 fue terminada la urbanización de BellaVista, situada entre la N-110 y Tizneros dentro de este, del que depende y al que está unido por una carretera con acera.

## Demografía
Evolución de la población
| Gráfica de evolución demográfica de Tizneros entre 1828 y 2022 |
| |
| Población según el Diccionario geográfico-estadístico de España y Portugal de Sebastián Miñano. Población según Pedro Luis Siguero Llorente. Población residente (1842 y 2000-2021) según los censos de población del INE. Población según el padrón municipal de 2022 del INE. |

Mantiene una estabilidad demográfica desde hace décadas. Durante el período estival el número de visitantes aumenta y la población temporal también. Con la reciente urbanización de ciertas zonas, queda patente este crecimiento y la cercanía a la capital provoca que tenga muchos visitantes de forma diaria y en especial los fines de semana.

## Transportes

Plano Metropolitano Segovia donde aparecen las líneas a su paso por Tizneros

Tizneros forma parte de la red de transporte Metropolitano de Segovia que va recorriendo los distintos pueblos de la provincia.
| Línea | Trayecto                                                                                              |
| ----- | --- |
| M5    | Santo Domingo de Pirón - Segovia (por Bellavista, Tizneros, Espirdo, La Higuera, Brieva y Basardilla) |

## Economía
La principal actividad que se recuerda en Tizneros es la agrícola ganadera. Debido a su cercanía a la capital, ha sido históricamente una localidad suministradora a la misma de distintos bienes. En la actualidad la mayoría de los residentes viven del sector servicios, desplazándose a la capital y a otras localidades a trabajar. Se mantiene el tele-club o bar del pueblo. También existen un restaurante y tres alojamientos rurales acreditados con distintos servicios.

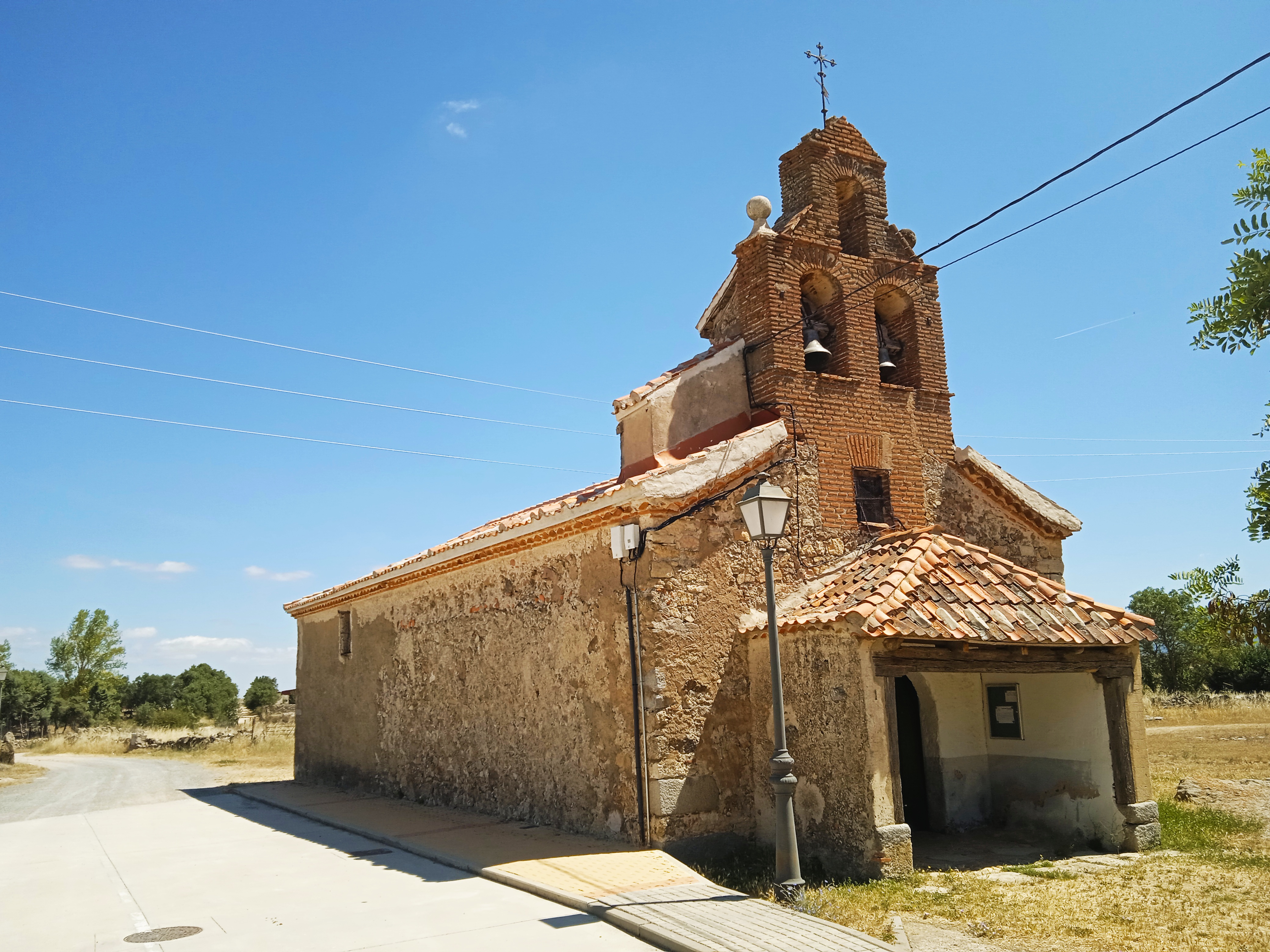
Iglesia de San Juan Bautista

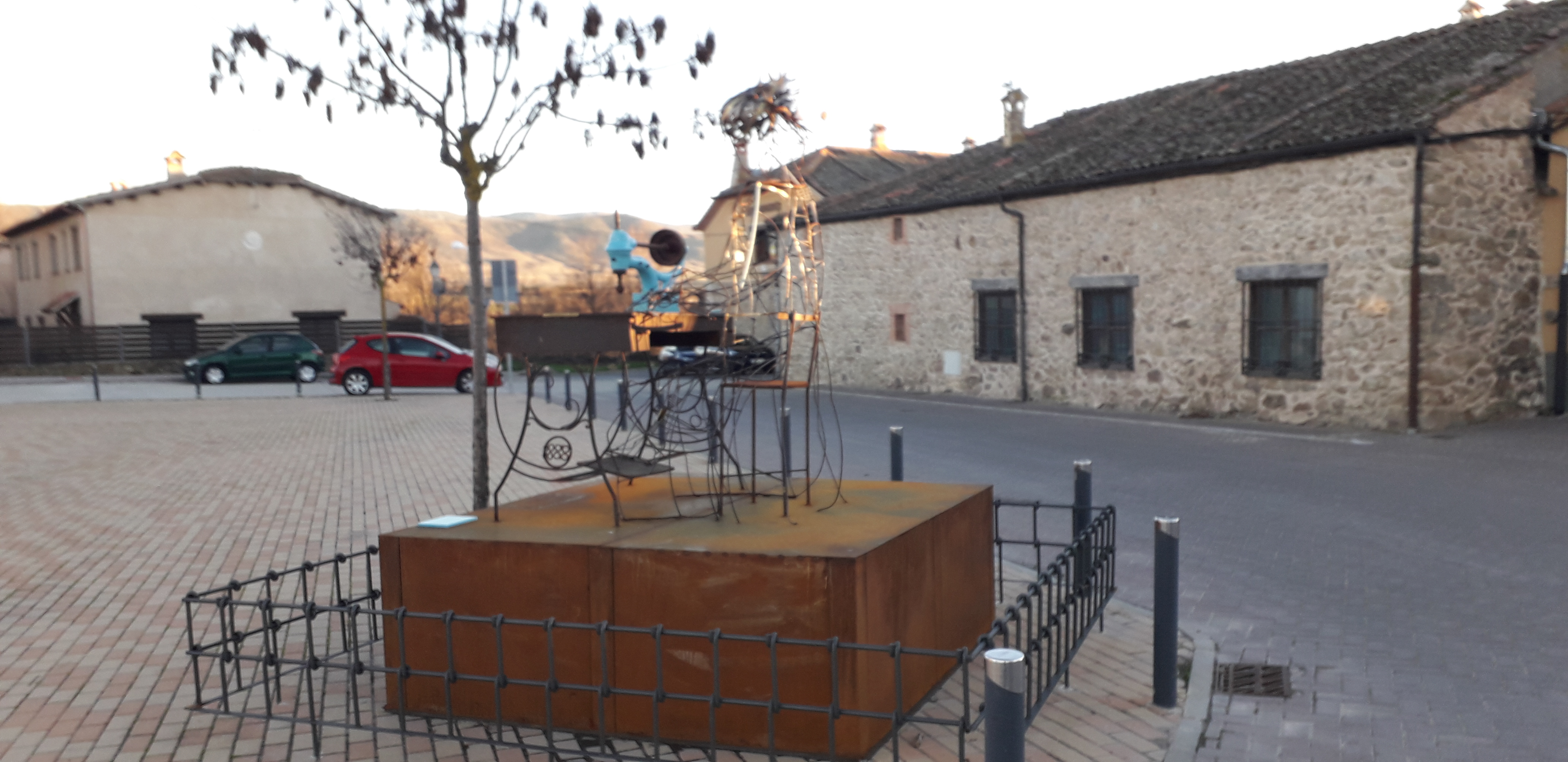
Monumento al Batallón de Costura, fabricantes locales de mascarillas

## Dotaciones y lugares naturales
- Pista polideportiva con cubierta metálica para la práctica de tenis, baloncesto o fútbol sala
- Parque infantil anexo a la pista deportiva
- Sala multiusos
- Explanada de campo de fútbol
- Charca natural de la Cerquilla (en el camino hacia Espirdo)

## Cultura

### Patrimonio
- Iglesia de San Juan Bautista;[19]
- Camino de San Frutos;
- Laguna y paraje natural La Charcona;
- Monumento al Batallón de Costura, fabricantes locales de mascarillas durante el inicio de la pandemia de COVID-19.[20][21]

### Fiestas
- Nuestra Señora de Veladiez, primer domingo de mayo.
- San Isidro, el 15 de mayo.
- San Juan, 24 de junio.
- De forma conjunta con Espirdo, se venera a la Virgen de Veladiez.
- San Juan Degollado, el 29 de agosto.
- Es muy típica de dicha zona realizar la matanza al igual que otras celebraciones nacionales como es el entierro de las sardinas en Carnaval.[4]

### Leyendas
- Leyenda del Tuerto de Pirón. El Tuerto de Pirón era un bandolero nacido en la localidad cercana de Santo Domingo de Pirón. Fernando Delgado Sanz, apodado el Tuerto de Pirón, robaba a los ricos, asaltaba iglesias y caminos, el entorno de Tizneros y Espirdo fue uno de los lugares donde tuvo actividad, asaltando a sus vecinos y robando su ganado, además uno de los principales miembros de su banda era originario de Espirdo.[22]

### Gastronomía
- Lechazo castellano.
- Cochinillo.
- Productos de matanza.
- Sopa castellana.